# Alberto Sales

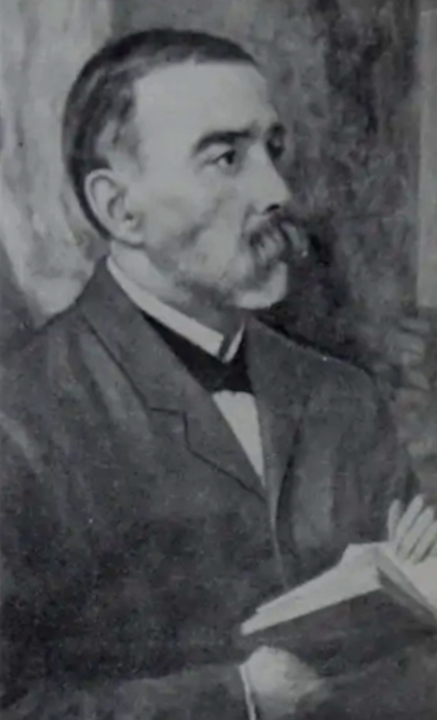
Alberto Sales. Imagem extraída do livro Alberto Sales, ideólogo da República

João Alberto Sales (Campinas, 14 de outubro de 1855) foi um dos ideólogos do movimento republicano no Brasil. Foi irmão do presidente Campos Sales.
As ideias de Sales oferecem um resumo das ideias dos fazendeiros de café a respeito da escravidão e das consequências da iminente abolição:
O africano, além de ser muito diferente do europeu, debaixo de muitos pontos de vista anatômicos e fisiológicos, ainda se acha em um grau muito embrionário da evolução mental. [...] A raça africana, pela sua inferioridade moral e pela sua inaptidão social e política, sendo introduzida brusca e violentamente no seio de população inteiramente distinta, certamente não podia contribuir para o seu desenvolvimento moral e intelectual, senão para o seu atraso.
Ainda segundo Salles, São Paulo se tornou um "centro de um notável desenvolvimento moral e intelectual" devido ao menor número de escravos nas suas lavouras de café e à menor miscigenação.